# Simplicia turpatalis
Simplicia turpatalis är en fjärilsart som beskrevs av Walker. Simplicia turpatalis ingår i släktet Simplicia och familjen nattflyn. Inga underarter finns listade i Catalogue of Life.